# Metastelma fusculum
Metastelma fusculum är en oleanderväxtart som beskrevs av John Wright. Metastelma fusculum ingår i släktet Metastelma och familjen oleanderväxter. Inga underarter finns listade i Catalogue of Life.